# Pełzaki w Paryżu
Pełzaki w Paryżu (ang. Rugrats in Paris: The Movie, 2000) – amerykański film animowany, będący kontynuacją serialu Pełzaki.

## Fabuła
Tommy Pickles, jego kuzynka Angelica, Chuckie Finster oraz bliźniaki Phil i Lil DeVille to niesforne dzieci zwane pełzakami. Wszyscy przeżywają niesamowite przygody. Tym razem jadą razem do Paryża. Chuckie marzy o tym, aby mieć mamę. Wraz z przyjaciółmi postanawia wyswatać swojego tatę – Charlesa.

## Obsada
- Elizabeth Daily – Tommy Pickles
- Tara Strong – Dil Pickles
- Cheryl Chase – Angelica Pickles
- Christine Cavanaugh – Chuckie Finster
- Cree Summer – Susie Carmichael
- Kath Soucie – Lil DeVille / Phil DeVille / Betty DeVille
- Michael Bell – Drew Pickles / Chas Finster
- Tress MacNeille – Charlotte Pickles
- Debbie Reynolds – Lulu Pickles
- Jack Riley – Stu Pickles
- Susan Sarandon – Coco LaBouche
- John Lithgow – Jean-Claude
- Phil Proctor – Howard Deville
- Dan Castellaneta – Ksiądz
- Mako – Pan Yamaguchi
- Tim Curry – Śpiewak Sumo

i inni

## Wersja polska
Wersja polska: TVP Agencja Filmowa

Reżyseria: Dorota Kawęcka

Dialogi: Dorota Dziadkiewicz

Dźwięk i montaż: Jakub Milencki

Kierownictwo produkcji: Monika Wojtysiak

Kierownictwo muzyczne: Piotr Gogol

Teksty piosenek: Wiesława Sujkowska

Udział wzięli:
- Anna Sroka – Tommy
- Beata Wyrąbkiewicz – Angelica
- Brygida Turowska – Phil
- Joanna Węgrzynowska − Didi
- Modest Ruciński – Stu
- Wojciech Paszkowski
- Anna Apostolakis
- Beata Jankowska-Tzimas
- Agnieszka Kunikowska
- Jacek Bończyk
- Cynthia Kaszyńska
- Miriam Aleksandrowicz
- Magdalena Tul
- Adam Krylik
- Krzysztof Pietrzak

i inni